# Angus & Julia Stone
Angus & Julia Stone es un grupo integrado por los hermanos Angus y Julia Stone. La banda fue fundada en 2006 en Sídney (Australia), adoptando un estilo folk y acústico. 
Hasta la fecha han publicado cuatro álbumes: "A Book Like This", "Down the Way", "Angus & Julia Stone" y "Snow" este último publicado en septiembre de 2017.

## Biografía
Inicialmente, los dos componentes del grupo empezaron a cantar por separado hasta unirse formalmente en 2006. En marzo de ese mismo año, el dúo grabó su primer EP titulado "Chocolates and Cigarettes", cuya canción "Paper Aeroplane" empieza a ser emitida por las radios australianas. Angus & Julia Stone firman por Independent Records, una subsidiaria de EMI, y lanzaron su segundo EP "Heart Full of Wine" en febrero de 2007. 
Publicado el 8 de septiembre de 2007 bajo el sello EMI Music en Australia, "A Book Like This" se convierte en el primer álbum de la banda, obteniendo el quinto lugar en las listas australianas, llegando incluso a disco de platino. El álbum fue lanzado en Europa en marzo de 2008. También realizaron una gira por el Reino Unido como teloneros de artistas como Martha Wainwright. Posteriormente realizaron otra gira en los Estados Unidos para promocionar el álbum.
A lo largo del año 2009 la pareja de hermanos se dedican plenamente en la grabación del segundo álbum en Nueva York, acompañados por Kieran Kelly. El álbum, titulado "Down the Way" fue lanzado el 12 de marzo de 2010, con excelentes críticas de la prensa internacional. Animados por el éxito internacional de su canción "Big Jet Plane", empiezan a trabajar en varias compilaciones, entre ellas "Memories of an Old Friend" y "For You".
Entre 2010 y 2013, Angus y Julia se separan, emprendiendo de esa forma su carrera como solistas. Angus saca a la luz dos álbumes: "Lady of the Sunshine" (2009) y "Broken Brights" (2012), al igual que Julia: "The Memory Machine" (2010) y "By the Horns" (2012). 
En 2014 el productor Rick Rubin cae bajo el hechizo de su música y decide escucharlos en vivo. Se puso en contacto Julia Stone, pero ella contestó cada uno había decidido ir por su propio camino. Él insiste y une a los dos hermanos en Malibú, en abril de 2014. El fruto de esta colaboración da a luz a un nuevo álbum con el nombre homónimo de la banda: Angus & Julia Stone, lanzado en julio de ese mismo año.

## Discografía

### Álbumes de estudio
| Año  | Título              | Detalle                                                                                     | Posición en las listas | Posición en las listas | Posición en las listas | Posición en las listas | Posición en las listas | Posición en las listas | Posición en las listas | Posición en las listas | Posición en las listas | Certificados |
| Año  | Título              |                                                                                             | AUS                    | AUT                    | BEL                    | FRA                    | ALE                    | HOL                    | NZL                    | SUI                    | UK                     | Certificados |
| ---- | ------------------- | ------------------------------------------------------------------------------------------- | ---------------------- | ---------------------- | ---------------------- | ---------------------- | ---------------------- | ---------------------- | ---------------------- | ---------------------- | ---------------------- | ------------ |
| 2007 | A Book Like This    | - Released: 8 de septiembre de 2007 - Label: Capitol - Format: CD, CD+DVD, digital download | 6                      | —                      | —                      | —                      | —                      | —                      | —                      | —                      | —                      |              |
| 2010 | Down the Way        | - Released: 12 de marzo de 2010 - Label: Capitol - Format: CD, LP, digital download         | 1                      | 34                     | 48                     | 26                     | —                      | 66                     | —                      | 91                     | —                      |              |
| 2014 | Angus & Julia Stone | - Released: 1 de agosto de 2014 - Label: Capitol - Format: CD, LP, digital download         | 1                      | 16                     | 4                      | 8                      | 8                      | 8                      | 6                      | 3                      | 54                     | - ARIA: Oro  |
| 2017 | Snow                | - Released: 15 de septiembre de 2017 - Label: Capitol - Format: CD, LP, digital download    | 2                      | 51                     | 16                     | 10                     | 21                     | 17                     | 13                     | 1                      | 8                      |              |
| 2021 | Life Is Strange     | - Released: 20 de agosto de 2021 - Label: Capitol - Format: CD, LP, digital download        |                        |                        |                        |                        |                        |                        |                        |                        |                        |              |
| 2024 | Cape Forestier      | - Released: 10 de mayo de 2024 - Label: Capitol - Format: CD, LP, digital download          | 5                      |                        | 68                     | 49                     | 36                     |                        | 19                     | 12                     | 17                     |              |

### Compilaciones

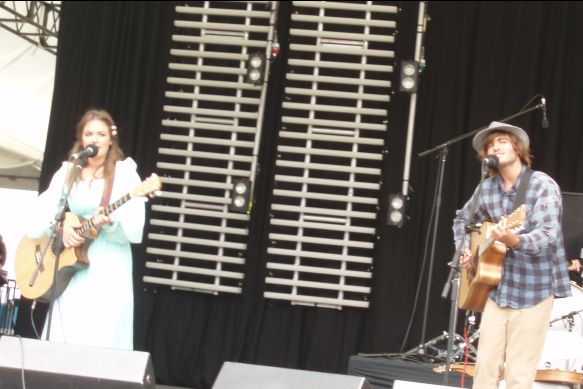
Angus & Julia Stone en el Falls Festival de Tasmania en diciembre de 2007.

| Año  | Título                       | Posición en las listas | Posición en las listas |
| Año  | Título                       | AUS                    | BEL (Wa)               |
| ---- | ---------------------------- | ---------------------- | ---------------------- |
| 2008 | iTunes Live: London Sessions | —                      | —                      |
| 2010 | Memories of an Old Friend    | 69                     | 4                      |
| 2010 | For You                      | —                      | —                      |

### Álbumes en vivo
| Año  | Título                        | Posición en las listas |
| Año  | Título                        | AUS                    |
| ---- | ----------------------------- | ---------------------- |
| 2009 | Live Session                  | —                      |
| 2010 | iTunes Live: Live from Sídney | 26                     |
| 2014 | Live 2014                     | 129                    |

### EP y canciones
| Año  | Título                         | Posición en las listas | Posición en las listas | Posición en las listas | Posición en las listas | Posición en las listas | Posición en las listas | Álbumes             |
| Año  | Título                         | AUS                    | BEL                    | FR                     | ALE                    | NZL                    | SUI                    | Álbumes             |
| ---- | ------------------------------ | ---------------------- | ---------------------- | ---------------------- | ---------------------- | ---------------------- | ---------------------- | ------------------- |
| 2006 | Chocolates and Cigarettes (EP) | —                      | —                      | —                      | —                      | —                      | —                      |                     |
| 2007 | Heart Full of Wine (EP)        | —                      | —                      | —                      | —                      | —                      | —                      |                     |
| 2007 | The Beast (EP)                 | 40                     | —                      | —                      | —                      | —                      | —                      | A Book Like This    |
| 2008 | Just a Boy (EP)                | —                      | —                      | —                      | —                      | —                      | —                      | A Book Like This    |
| 2008 | Hollywood (EP)                 | —                      | —                      | —                      | —                      | —                      | —                      | A Book Like This    |
| 2009 | "And the Boys"                 | 44                     | —                      | —                      | —                      | —                      | —                      | Down the Way        |
| 2010 | "Big Jet Plane"                | 21                     | 23                     | 36                     | —                      | 20                     | —                      | Down the Way        |
| 2011 | "For You"                      | —                      | —                      | —                      | —                      | —                      | —                      | Down the Way        |
| 2014 | "Heart Beats Slow"             | 37                     | —                      | —                      | —                      | —                      | —                      | Angus & Julia Stone |
| 2014 | "Grizzly Bear"                 | —                      | 49                     | 50                     | 94                     | —                      | 64                     | Angus & Julia Stone |
| 2014 | "Get Home"                     | 64                     | —                      | —                      | —                      | —                      | —                      | Angus & Julia Stone |
| 2014 | "A Heartbreak"                 | 68                     | —                      | 156                    | —                      | —                      | —                      | Angus & Julia Stone |